# KBS 일요베스트
《KBS 일요베스트》는 1997년 11월 30일부터 2000년 4월 30일까지 방송되었던 단막극 프로그램이다.

## 방송 일정
| 방송 채널 | 방송 기간                           | 방송 시간                            |
| --------- | ----------------------------------- | ------------------------------------ |
| KBS 2TV   | 1997년 11월 30일 ~ 1998년 1월 4일   | 매주 일요일 밤 11시 5분 ~ 12시 10분  |
| KBS 2TV   | 1998년 2월 22일 ~ 1998년 6월 7일    | 매주 일요일 밤 9시 5분 ~ 10시 10분   |
| KBS 2TV   | 1998년 6월 21일 ~ 1998년 10월 18일  | 매주 일요일 밤 10시 10분 ~ 11시 15분 |
| KBS 2TV   | 1998년 10월 25일 ~ 1998년 11월 8일  | 매주 일요일 밤 10시 20분 ~ 11시 25분 |
| KBS 2TV   | 1998년 11월 15일                    | 일요일 밤 10시 10분 ~ 11시 15분      |
| KBS 2TV   | 1998년 11월 22일 ~ 1998년 12월 27일 | 매주 일요일 밤 10시 20분 ~ 11시 25분 |
| KBS 2TV   | 1999년 1월 3일                      | 일요일 밤 11시 25분 ~ 12시 30분      |
| KBS 2TV   | 1999년 1월 10일 ~ 1999년 5월 2일    | 매주 일요일 밤 10시 25분 ~ 11시 30분 |
| KBS 2TV   | 1999년 5월 9일 ~ 1999년 12월 18일   | 매주 일요일 밤 10시 10분 ~ 11시 15분 |
| KBS 2TV   | 2000년 1월 9일 ~ 2000년 4월 30일    | 매주 일요일 밤 10시 ~ 11시 5분       |

## 작품 리스트
아래의 텔레비전 드라마 중 2003년 이전에 제작 · 방송한 작품은 부득이하게 일부 장면에서 흡연 장면 및 담배 소품의 노출이 될 수 있으며, 이것에 대한 시청자 여러분의 양해를 바랍니다.

### 1997년
| 회차 | 방송일    | 제목        | 극본   | 연출   | 출연자                                                                                      | 영상(풀버전) | 비고 |
| ---- | --------- | ----------- | ------ | ------ | ------------------------------------------------------------------------------------------- | ------------ | ---- |
| 1회  | 11월 30일 | 남매        | 김혜경 | 강일수 | 윤유선 김규철 이경실 김일우 윤예희 임병기 한규희 김동수 변아영 김경애 정휘석 유지연, 유현지 |              |      |
| 2회  | 12월 7일  | 온달의 꿈   | 김건영 | 김상기 | 김일우 김나운 문수진 이일웅 연규진 임대호 박상민 윤순홍 이한위 이은주 안홍진                |              |      |
| 3회  | 12월 14일 | 평행선      | 윤영수 | 문보현 | 강인기 장진영 손현주 조명연 김덕현                                                          |              |      |
| 4회  | 12월 21일 | 노인과 트럭 | 권영갑 | 이재영 | 민지환 태민영 권재희 박건식 장인환                                                          |              |      |

### 1998년
| 회차 | 방송일    | 제목                    | 극본   | 연출   | 출연자 | 영상(풀버전) | 비고 |
| ---- | --------- | ----------------------- | ------ | ------ | --- | ------------ | ---- |
| 5회  | 1월 4일   | 아버지                  | 진수완 | 강일수 | 박인환 이아현 차태현 김태우 고희준 안해숙 서권순 최란 최재원 강경헌 허영란 채민희 김푸름                        |              |      |
| 6회  | 2월 22일  | 친구의 아내             | 이란   | 이민홍 | 김병세 박지영 김미정 이용진 김주승                                                                              |              |      |
| 7회  | 3월 1일   | 담배와 사랑에 관하여    | 황순영 | 김상기 | 정애리 정동환 김혜정 권병길 최용민 김하균                                                                       |              |      |
| 8회  | 3월 8일   | 약속                    | 유갑열 | 최지영 | 박현숙 김병세 이승신                                                                                            |              |      |
| 9회  | 3월 15일  | 새아빠                  | 황순영 | 이재영 | 백준기 이경표 최정 곽정욱                                                                                       |              |      |
| 10회 | 3월 22일  | 겨울 지나가기           | 이현재 | 고영탁 | 박진성 박인환 남능미 문수인                                                                                     |              |      |
| 11회 | 3월 29일  | 세 여자 이야기          | 김도우 | 이민홍 | 김영애 송채환 박선영 한인수 박찬환 조현숙 이민우                                                                |              |      |
| 12회 | 4월 5일   | 미세스 아카데미         | 류현미 | 강일수 | 박순천 임예진 이상숙 사미자 김규철 최항석 임종국 박칠용 강신조 서동수 강경헌 권현영 유금란 임유진 강민규        |              |      |
| 13회 | 4월 12일  | 4월의 콘체르토          | 구선경 | 김명욱 | 이은주 유준상 최성준 윤유선 이상인 손종범                                                                       |              |      |
| 14회 | 4월 19일  | 남아있는 날을 위하여    | 홍영희 | 전성홍 | 안해숙 민욱 윤지숙 조현숙 남성진 박칠용 변아영 이용진                                                           |              |      |
| 15회 | 4월 26일  | 결혼 2주 전             | 최지영 | 황의경 | 방은희 조은숙 김정균 박웅 이재룡 강신조                                                                         |              |      |
| 16회 | 5월 3일   | 왼손잡이                | 허현미 | 이재영 | 최종환 최지나 김용태 김명희 김하균 이정후 김규 정휘석 이종남 곽정욱 한보람 김보람                               |              |      |
| 17회 | 5월 10일  | 파도타기                | 송정림 | 김상기 | 김서라 서승현 김규철 남윤정                                                                                     |              |      |
| 18회 | 5월 17일  | 5월의 만찬              | 진수완 | 고영탁 | 김명수 윤유선 황은하 문혁 류세빈 류현경                                                                         |              |      |
| 19회 | 5월 24일  | 아빠는 골키퍼           | 이제하 | 강일수 | 김규철 이한위 손종범 박철 양택조 심양홍 오현철 김민상                                                           |              |      |
| 20회 | 5월 31일  | 가족사진                | 호영옥 | 김명욱 | 김지영 김소원 이미경 권병준 장정희 김복희 이희도 고희준 윤성국 서미애 김하균 이효정                             |              |      |
| 21회 | 6월 7일   | 지워지지 않는 그 연두빛 | 김도우 | 이민홍 | 강부자 최세연 최지나 장보규 양미경 이병욱 이용진 김희윤 손주연 임윤진 강기화 김혜선 장수혜 김윤정               |              |      |
| 22회 | 6월 21일  | 그 여자의 이불 한 채    | 정성희 | 한준서 | 하희라 김영옥 김규철 최은숙 신귀식 조하나 이용태                                                                |              |      |
| 23회 | 6월 28일  | 소문                    | 이흥주 | 박영주 | 나문희 반효정 신귀식 김복희 최명수 선동혁 서학 김보미 홍영자 김을동 곽정희 이경실 주수정 이재연                 |              |      |
| 24회 | 7월 5일   | 여름편지                | 호영옥 | 김현준 | 유인촌 나영희 안해숙 박선영 강인기                                                                              |              |      |
| 25회 | 7월 12일  | 배냇저고리              | 남경숙 | 정해룡 | 김민희 유준상 안영주 이호재 원미원 맹호림 김희진 장영주 고지영                                                  |              |      |
| 26회 | 7월 19일  | 마누라 시집 보내기      | 구선경 | 김명욱 | 김정난 박세준 김규철                                                                                            |              |      |
| 27회 | 7월 26일  | 아래층에 사는 여자      | 황순영 | 이재영 | 권재희 이희도 유혜리 이병철 변아영 김경애 손종범 정휘석 박성일                                                  |              |      |
| 28회 | 8월 2일   | 유리구두                | 김민주 | 한준서 | 조은숙 강성진 김지영 이석 한유정 김미성 유지연 구자미                                                           |              |      |
| 29회 | 8월 9일   | 암호명 뻐꾹뻐꾹         | 박영숙 | 박영주 | 이일웅 서승현 홍영자 김하균 오현철 박진용 이대원 허진 이범진                                                    |              |      |
| 30회 | 8월 16일  | 하루나기                | 박진숙 | 표민수 | 이인철 이원재 이희도 김갑수 양영준 맹상훈 장영주 박성미 서갑숙 이용진 장정희 김하균 서미애 차태현 정민희 이정후 |              |      |
| 31회 | 8월 23일  | 목격자를 찾습니다       | 박영숙 | 정해룡 | 김세준 양정아 김의성 정승호 권병길 김봉근 윤연경 손영춘 서영진 김태연                                           |              |      |
| 32회 | 8월 30일  | 땅끝으로 가는 마차      | 손영목 | 이성주 | 최재성 이경심 정준 서갑숙 이재포 이두일 김종구 허현호 이용진 송종원                                             |              |      |
| 33회 | 9월 6일   | 사랑은 영화처럼         | 구선경 | 김명욱 | 정선경 윤다훈 정영숙 김여랑 김진태 양재원 박현숙 김민경 김경애 맹호림 권병길 박현 장정희 서동수 김원배 김태형   |              |      |
| 34회 | 9월 13일  | 그 남자의 네 번째 여자  | 정명희 | 한준서 | 방은희 손현주 이재포 박남현 김영옥 이춘식 허길자                                                                |              |      |
| 35회 | 9월 20일  | 포도나무 아래서         | 진수완 | 전성홍 | 김정난 강민경 전운 유준상 최정원 최준용 최은숙 김하균 이재연 신동일 서동수 류현경 임미미                        |              |      |
| 36회 | 9월 27일  | 사랑에 관한 짧은 기억   | 김민주 | 강일수 | 김민희 윤다훈 김승환 김혜선 이현경 경인선 이원희 김애란                                                         |              |      |
| 37회 | 10월 11일 | 마음이 하는 일          | 호영옥 | 홍성덕 | 사미자 김해숙 김정난 전운 선우재덕 김명수 이향숙 이숙 김대환 김여랑                                             |              |      |
| 38회 | 10월 18일 | 아담, 이브를 만들다     | 박영숙 | 정해룡 | 이상아 차광수 연규진 이미경 정승호 김하균 손종범 정소희 김애란 이칸희 임성민                                    |              |      |
| 39회 | 10월 25일 | 아주 특별한 이별        | 박영신 | 이성주 | 나문희 전혜진 정동환 김을동 윤유선 한범희 이현미 박지미 안현정                                                  |              |      |
| 40회 | 11월 1일  | 101호 남자가 수상하다   | 고민식 | 김명욱 | 박순천 양미경 하재영 김병세 김경숙 서갑숙 이미경 경인선 차기환 김태형 김경애 이칸희 박현숙 맹세창 지윤환        |              |      |
| 41회 | 11월 8일  | 밥상 차리는 어머니      | 이현재 | 이성연 | 김영옥 박현숙 김규철 정동환 김종결 김보미 문미봉 권경하 한현배 곽정희 권현영 김가영 박다래 임희태 이재현        |              |      |
| 42회 | 11월 15일 | 가을날의 동화           | 구현숙 | 전성홍 | 송재호 김을동 박민아 임대호 이원재 김대환 이필수 맹호림 오현철                                                  |              |      |
| 43회 | 11월 22일 | 서른 살에 내린 결론     | 정의연 | 강일수 | 김정난 김승환 사미자 박현 서갑숙 이한위 임선택 박현숙 김태형                                                    |              |      |
| 44회 | 11월 29일 | 부부 테크닉             | 권재용 | 김용규 | 음정희 권용운 이승우 서갑숙 최상길 양재원 정의갑 왕유선 김효정 맹세창                                           |              |      |
| 45회 | 12월 6일  | 완전한 만남             | 배유미 | 고영탁 | 선우재덕 김서라 김동주 박진성 하다솜 백성현                                                                     |              |      |
| 46회 | 12월 13일 | 문 활짝 열기            | 석경혜 | 이성주 | 염정아 여운계 김해숙 안정훈 송기윤 김명수 권민중 권해광 박철 구자미 강우경                                      |              |      |
| 47회 | 12월 20일 | 유령으로 남은 사나이    | 남연수 | 김명욱 | 정승호 조현숙 장항선 정명환 남윤정                                                                              |              |      |
| 48회 | 12월 27일 | 예식장 가는 길          | 이현재 | 이성연 | 김현정 윤다훈 사미자 장미자 손종범                                                                              |              |      |

### 1999년
| 회차 | 방송일    | 제목                         | 극본   | 연출          | 출연자 | 영상(풀버전) | 비고 |
| ---- | --------- | ---------------------------- | ------ | ------------- | --- | ------------ | ---- |
| 49회 | 1월 3일   | 형수님은 열아홉              | 진수완 | 전성홍        | 나경미 최성준 이형철 안재모 전양자 원미원 이재연 현숙희 서현기 이오비                                                                                 |              |      |
| 50회 | 1월 10일  | 아파트에 비상이 걸렸다       | 하명희 |               | 박광정 양희경 |              |      |
| 51회 | 1월 17일  | 은비령                       | 강은경 | 윤석호        | 이창훈 이영애 홍일권 맹상훈 김복희 이한위 최용욱 한범희 최상길 박유승 손종범 이칸희                                                                   |              |      |
| 52회 | 1월 24일  | 무늬만 소매치기              | 최은나 | 한준서        | 권오중 김소연 주용만 김소이 최은숙 황범식 이병욱 이준우 서동수 권현영                                                                                 |              |      |
| 53회 | 1월 31일  | 봉상씨의 로맨스              | 구현숙 | 김명욱        | 임호 정경순 이현경 남포동 김지영 송경철 봉혜선 장정희 권병길 유태술 김태형                                                                            |              |      |
| 54회 | 2월 7일   | 그녀, 그를 만나다            | 김민주 | 김종식        | 김상중 박주미 유준상 이승신 채정안 이한위 손종범 송금식 조민                                                                                          |              |      |
| 55회 | 2월 14일  | 사랑의 이름으로              | 홍영희 |               | 양미경 전인택 서승현 |              |      |
| 56회 | 2월 21일  | 해피버스데이                 | 진수완 |               | 박용하 강성연 선우재덕 최상진 조양자 |              |      |
| 57회 | 2월 28일  | 너희가 부모를 아느냐         | 양승균 | 김용규        | 백윤식 김용선 윤다훈 이혜영 이재연 유지연 |              |      |
| 58회 | 3월 7일   | 풍차 둘, 소라 하나           | 이세영 | 이재상        | 조민기 박용우 박선영 |              |      |
| 59회 | 3월 14일  | 그해 그봄 사랑이 지나가는 길 | 황성연 | 이성연        | 김용선 김갑수 |              |      |
| 60회 | 3월 21일  | 누군가 나를 훔쳐보고 있다    | 황성연 | 김형일        | 차승원 채정안 이희도 정흥채 최상훈 김동주 이춘식 김원배 류복녀 강신조 권현영 이민호                                                                   |              |      |
| 61회 | 3월 28일  | 세상의 모든 엄마             | 호영옥 |               | |              |      |
| 62회 | 4월 4일   | 항구다방의 쌍마담            | 구현숙 |               | 양희경 방은희 |              |      |
| 63회 | 4월 11일  | 2000년 4월, 봄 봄 봄         | 김윤영 |               | 박용하 |              |      |
| 64회 | 4월 18일  | 봄볕, 그리운 날들            | 양승균 |               | |              |      |
| 65회 | 4월 25일  | 여자의 방                    | 김미경 |               | |              |      |
| 66회 | 5월 2일   | 출가 출가                    | 왕보경 | 엄기백        | 이보희 이인철 황신정 조양자 김수연 나오미 이미경 장기용 김기복 강영아 이재훈 김희윤 문혁 김승희 최영완 김준 주진주 홍소희 안효성 김혜정 이창욱 이규진 |              |      |
| 67회 | 5월 9일   | 버그                         | 이경미 |               | |              |      |
| 68회 | 5월 16일  | 네 이웃의 여자를 탐하지 말라 | 장영철 |               | |              |      |
| 69회 | 5월 23일  | 내 침대 옆의 마돈나          | 석경혜 |               | |              |      |
| 70회 | 6월 6일   | 이 세상 소풍 끝나는 날       | 손영목 |               | |              |      |
| 71회 | 6월 13일  | 사윗감을 골라주세요          | 이재우 |               | |              |      |
| 72회 | 6월 20일  | 스케치북                     | 김준일 |               | |              |      |
| 73회 | 7월 4일   | 세리가 돌아왔다              | 왕보경 | 엄기백        | 이병헌 임창정 이지은 허진 김성환 배도환 권이지 이은주 김동수 안홍진                                                                                   |              |      |
| 74회 | 7월 11일  | 블랙커피와 막대사탕          | 황성연 | 김형일        | |              |      |
| 75회 | 7월 18일  | 톨게이트                     | 정의연 | 김명욱        | 최정윤 정찬 김해숙 정영숙 신신애 박광정 이병욱 정의준 김민정                                                                                          |              |      |
| 76회 | 7월 25일  | 남자답게 사는 법             | 황순영 |               | |              |      |
| 77회 | 8월 1일   | 남자, 여자, 그리고 아내      | 박영신 |               | |              |      |
| 78회 | 8월 8일   | 피서지에서 생긴 일           | 양승균 |               | |              |      |
| 79회 | 8월 15일  | 빈대떡 신사 법정에 서다      | 왕보경 | 엄기백        | 백준기 김미화 정종준 장칠군 임하룡 장기용 김애란 최영완 김원배                                                                                        |              |      |
| 80회 | 8월 22일  | 서른한 살의 첫 키스          | 이한호 | 윤창범        | 이현경 유준상 이은주 서인석 박정수 이한위 손현주 이칸희 문홍식 안신우                                                                                 |              |      |
| 81회 | 8월 29일  | 사진관 살인사건              | 이경미 | 김형일        | 김갑수 김서라 하재영 최용민 장영주 정진화 차기환 서동수 이용태 조병곤 이경실 권현영                                                                   |              |      |
| 82회 | 9월 5일   | 아버지, 당신의 눈물          | 심응찬 |               | |              |      |
| 83회 | 9월 12일  | 안방대첩                     | 한영희 | 이재영        | 전양자 최성준 이현경 신충식 전원주 박유승 양재원 오지영 이병욱 김동규                                                                                 |              |      |
| 84회 | 9월 19일  | 아름다운 대필                | 신윤덕 |               | |              |      |
| 85회 | 10월 3일  | 뻐꾸기 엄마                  | 서정옥 | 이덕건        | 정애리 김정난 맹상훈 임호 서권순 안승훈 양재원 한범희 김경숙 배미자                                                                                   |              |      |
| 86회 | 10월 10일 | 6번 마네킨, 영희             | 문은아 | 최지영        | 추소영 정영숙 안홍진 김형준 김희윤 김덕현 이계연 박소정                                                                                               |              |      |
| 87회 | 10월 17일 | 훈수                         | 박성진 | 이강현 김철규 | 김성겸 이영범 김도연 이일웅 서우림 이주화 이동욱 |              |      |
| 88회 | 10월 31일 | 즐거운 여자들                | 임선희 |               | 권귀옥 |              |      |
| 89회 | 11월 7일  | 가지 않은 길                 | 김무한 |               | |              |      |
| 90회 | 11월 14일 | 종이꽃                       | 이성숙 |               | |              |      |
| 91회 | 11월 21일 | 밥태기                       | 김한민 |               | |              |      |
| 92회 | 11월 28일 | 남편의 실종                  | 김준일 | 염현섭        | 민욱 이경진 반효정 이원발 이일웅 김해숙 박영목 장칠군 김영선 문수인 고진학 정승곤 이기홍 곽재연 남보원 김근혜 최우혁                                  |              |      |
| 93회 | 12월 5일  | 위험한 자장가                | 석경혜 | 이재영        | 하지원 차광수 김도연 이세영 양영준 문미봉 원미원 전현 정휘석                                                                                          |              |      |
| 94회 | 12월 12일 | 아름다운 선물                | 김무한 |               | |              |      |
| 95회 | 12월 19일 | 여의도에 바람이 분다         | 조은주 | 이민홍        | 김윤진 정찬 김유석 명계남 오욱철 주호성 이한위 이용진 송희아 정의갑 정재연 이민영 배두나 김민 이승우                                                  |              |      |

### 2000년
| 회차  | 방송일   | 제목                    | 극본   | 연출   | 출연자 | 영상(풀버전) | 비고 |
| ----- | -------- | ----------------------- | ------ | ------ | --- | ------------ | ---- |
| 96회  | 1월 9일  | 추억                    | 강윤경 |        | |              |      |
| 97회  | 1월 16일 | 밀레니엄 팡파레         | 강윤경 |        | |              |      |
| 98회  | 1월 23일 | 할미꽃이 피었습니다     | 양승완 | 김용규 | 사미자 전원주 전무송 김정균 김서형 한태일 유명순 장희진 조재훈 경인선 류복녀 최상길 양재원 박현숙 이칸희 구자미 |              |      |
| 99회  | 1월 30일 | 어머님의 러브레터       | 권영갑 |        | |              |      |
| 100회 | 2월 6일  | 지극히 완벽한 사랑      | 김규완 | 이재상 | 최정윤 임호 김미성 전도경 김덕현 이상민 구본영 장수형 이여울 임주현                                             |              |      |
| 101회 | 2월 13일 | 바다의 침묵             | 호영옥 |        | |              |      |
| 102회 | 2월 20일 | 나의 오래된 연인        | 강윤경 |        | |              |      |
| 103회 | 2월 27일 | 그가 간이역에 내렸다    | 김민주 | 문보현 | 임동진 김영란 원빈 박은혜 조양자 이한위 오영순 조병곤 황동석 박귀성                                             |              |      |
| 104회 | 3월 12일 | 도시형 버스             | 문은아 |        | |              |      |
| 105회 | 3월 19일 | 짝사랑 클럽             | 변원미 |        | |              |      |
| 106회 | 3월 26일 | 세상 끝에서 만나다      | 고동률 | 배경수 | 이진우 황지온 이요원 현석 김지영 양형호 허맹호 최성웅 김학준                                                    |              |      |
| 107회 | 4월 2일  | 다향                    | 진수완 | 한준서 | 추소영 박용하 김영애 김애경 신귀식 황범식 신신애 김정욱 조명식 김정은 이현지 주영제 김가영                      |              |      |
| 108회 | 4월 9일  | 메리고라운드            | 김민주 |        | |              |      |
| 109회 | 4월 16일 | 귀여운 이혼녀           | 구선경 | 김명욱 | 신소미 최성국 홍유진 정재순 김민정 차기환 허정규 이호엽                                                         |              |      |
| 110회 | 4월 23일 | 원룸                    | 임선희 |        | |              |      |
| 111회 | 4월 30일 | 나의 사소한 연애의 역사 | 송정림 | 한정희 | 윤동환 임경옥 신소미 이아현 곽진영 김혜숙 조양자 김지원 김관기 김석                                             |              |      |

## 결방 사유 및 편성 변경
- 1997년 12월 28일 : 송년 특집 드라마 《끝의 시작》 편성으로 인해 결방
- 1998년 1월 11일 ~ 1998년 2월 15일 : 6주간 폐지 및 해당 시간에 이소라의 프로포즈 방영.
- 1998년 2월 22일 : 방송 재개
- 1998년 6월 14일 : 1998 프랑스 월드컵 《일본 VS 아르헨티나》 중계방송으로 인해 결방
- 1999년 5월 30일 : TV 문학관 《새》 재방송 편성으로 인해 결방
- 1999년 6월 27일 : TV 문학관 《폭군》 재방송 편성으로 인해 결방
- 1998년 10월 4일 : 추석 특선영화 《고스트 맘마》 편성으로 인해 결방
- 1999년 9월 26일 : 추석 특선영화 《데이라이트》 편성으로 인해 결방
- 1999년 10월 24일 : TV 문학관 《그가 걸음을 멈추었을 때》 재방송 편성으로 인해 결방
- 1999년 12월 26일 : 특선영화 《Y2K》와 특집 드라마 《슬픈 유혹》 편성으로 인해 결방
- 2000년 1월 2일 : 신년특선영화 《브레이브 하트》 편성으로 인해 결방
- 2000년 3월 5일 : TV 문학관 《길은 그리움을 부른다》 편성으로 인해 결방

## 같이 보기
| - KBS 문예극장 - KBS TV 문학관 - KBS 드라마 초대석 - KBS 논픽션 드라마 - KBS TV 문예극장 - KBS 신 TV 문학관 - KBS HDTV 문학관 - KBS 드라마게임 - KBS 드라마 스페셜 (구) - KBS 테마 드라마 - KBS 금요극장 - KBS 일요베스트 - KBS 드라마시티 - KBS 드라마 스페셜 (신) - KBS 드라마 스페셜 연작 시리즈 - KBS 웹드라마 스페셜 - KBS 청소년문학관 - KBS 가요드라마 | - MBC 베스트셀러극장 - MBC 금요극장 - MBC TV 피처 - MBC 베스트극장 - MBC 일요 드라마 극장 - MBC 드라마 페스티벌 - SBS 여성극장 - SBS 70분드라마 - SBS 오픈드라마 남과여 - JTBC 드라마페스타 - tvN 드라마 스테이지 - tvN 드라마 O'PENing |